# Märt Israel
Märt Israel (* 23. September 1983 in Karksi-Nuia, Estnische SSR, UdSSR) ist ein ehemaliger estnischer Leichtathlet, der sich auf den Diskuswurf spezialisiert hat, aber auch im Hammerwurf an den Start ging.

## Sportliche Laufbahn
Erste internationale Erfahrungen sammelte Märt Israel im Jahr 1999, als er bei den Jugendweltmeisterschaften in Bydgoszcz mit einer Weite von 45,91 m mit dem 1,5-k-Diskus in der Qualifikation ausschied, wie auch bei den Junioreneuropameisterschaften 2001 in Grosseto mit 47,01 m. 2002 belegte er dann bei den Juniorenweltmeisterschaften in Kingston mit 59,43 m mit dem 1,75-kg-Diskus den siebten Platz. 2003 wurde er  bei den U23-Europameisterschaften in Bydgoszcz 54,86 m Achter und nahm anschließend erstmals an der Sommer-Universiade im südkoreanischen Daegu teil und erreichte dort mit 53,57 m Rang zwölf. Zwei Jahre später gelang ihm bei den U23-Europameisterschaften in Erfurt kein gültiger Versuch und anschließend belegte er bei den Studentenweltspielen in Izmir mit 57,63 m den elften Platz.
2006 nahm er erstmals an den Europameisterschaften in Göteborg teil, schied dort aber mit 59,80 m in der Qualifikation aus. Im Jahr darauf gewann er bei der Sommer-Universiade in Bangkok mit 60,32 m die Bronzemedaille hinter dem Österreicher Gerhard Mayer und Omar Ahmed el-Ghazaly aus Ägypten. Zudem nahm er an den Weltmeisterschaften in Osaka teil, erreichte dort mit 60,23 m aber nicht das Finale. 
2011 wurde Czajkowski polnischer Meister im Diskuswurf. 2008 nahm er dann erstmals an den Olympischen Spielen in Peking teil, schied dort aber mit 61,98 m in der Qualifikation aus. 2009 wurde er bei den Studentenweltspielen in Belgrad mit 63,35 m Vierter und schied anschließend bei den Weltmeisterschaften in Berlin mit 59,58 m in der Qualifikation aus und erreichte daraufhin beim World-Finale in Thessaloniki mit 48,61 m Rang acht. Im Jahr darauf erreichte er bei den Europameisterschaften in Barcelona mit 62,59 m den neunten Platz.
2011 siegte er bei der Sommer-Universiade in Shenzhen mit einer Weite von 64,07 m und belegte anschließend bei den Weltmeisterschaften in Daegu mit 65,20 m den vierten Platz. Im Jahr darauf schied er bei den Europameisterschaften in Helsinki teil, schied dort aber mit 60,59 m in der Qualifikation aus. Anschließend nahm er erneut an den Olympischen Spielen in London teil, erreichte mit 60,34 m aber nicht das Finale. 2014 startete er bei den Europameisterschaften in Zürich, aber brachte dort in der Qualifikation keinen gültigen Versuch zustande. Am 29. Juli 2018 bestritt er bei den Estnischen Meisterschaften in Tallinn seinen letzten Wettkampf und beendete daraufhin seine Karriere als Leichtathlet im Alter von 34 Jahren.
2003 und 2004 wurde Israel estnischer Meister im Hammerwurf.

## Persönliche Bestleistungen
- Diskuswurf: 66,98 m, 12. Mai 2011 in Chula Vista
- Hammerwurf: 61,19 m, 1. Juli 2005 in Tartu